# 1519
| 1519               |
| ------------------ |
| Dødsfald - Fødsler |
|                    |

| Gregoriansk kalender | 1519 MDXIX              |
| Ab urbe condita      | 2272                    |
| Armensk kalender     | 968 ԹՎ ՋԿԸ              |
| Kinesiske kalender   | 4215 – 4216 戊寅 – 己卯 |
| Etiopisk kalender    | 1511 – 1512             |
| Jødisk kalender      | 5279 – 5280             |
| Hindukalendere       |                         |
| - Vikram Samvat      | 1574 – 1575             |
| - Shaka Samvat       | 1441 – 1442             |
| - Kali Yuga          | 4620 – 4621             |
| Iransk kalender      | 897 – 898               |
| Islamisk kalender    | 925 – 926               |

Konge i Danmark: Christian 2. 1513-1523
Se også 1519 (tal)

## Begivenheder
- 13. marts – Den spanske opdagelsesrejsende og erobrer Hernán Cortés lander i Mexico
- 15. august - Panama City grundlægges
- 20. september - Ferdinand Magellan forlader Sevilla i Spanien med 5 skibe og 270 mand for at begynde sin første verdensomsejling
- 8. november – Hernán Cortés kommer til aztekernes hovedstad, Tenochtitlán, hvor han tager deres konge Moctezuma II som gidsel

## Født
- 13. april – Katarina af Medici, dronning af Frankrig (død 1589).
- 20. juli – Pave Innocens 9. (død 1591).

## Dødsfald
- 2. maj – Leonardo da Vinci (født 1452).
- 10. december – Birger Gunnersen, ærkebiskop af Lund fra 1497 til sin død (født ca. 1445).